# Grímsnes
El  Grímsnes  es un volcán fisural  dormido de Islandia de unos 214 metros que alberga un lago.
64°2′N 20°52′O / 64.033, -20.867